# Temporada 2012 de Indy Lights
La Temporada 2012 de la Firestone Indy Lights es la temporada número 27 de la serie Indy Lights. Después de doce rondas, la serie fue dominada por el francés Tristan Vautier conduciendo para el equipo de Sam Schmidt Motorsports. Vautier terminó con una ventaja de 8 puntos sobre su escolta, el argentino Esteban Guerrieri.

## Equipos y Pilotos de la Presente temporada
| Equipo                        | N.º | Pilotos                 | Patrocinador(s)                                   | Rondas     | Notas                                            |
| ----------------------------- | --- | ----------------------- | ------------------------------------------------- | ---------- | ------------------------------------------------ |
| Sam Schmidt Motorsports       | 3   | Victor Carbone          | MAV TV/Nevoni                                     | 1–12       |                                                  |
| Sam Schmidt Motorsports       | 7   | Oliver Webb (R)         | Lucas Oil                                         | 1–12       |                                                  |
| Sam Schmidt Motorsports       | 11  | Esteban Guerrieri       | Ironbox/Pistas Argentinas/Rio Uruguay Seguros     | 1–12       |                                                  |
| Sam Schmidt Motorsports       | 77  | Tristan Vautier (R)     | Mazda Road to Indy                                | 1–12       |                                                  |
| Team Moore Racing             | 2   | Gustavo Yacamán         | Tuvacol / Crepes & Waffles / Xtreme Coil Drilling | 1–12       |                                                  |
| Team Moore Racing             | 22  | David Ostella           | Global Precast / Xtreme Coil Drilling             | 1–12       |                                                  |
| Andretti Autosport AFS Racing | 26  | Carlos Muñoz (R)        | Automatic Fire Sprinklers / -Ser                  | 1–12       |                                                  |
| Andretti Autosport AFS Racing | 27  | Sebastián Saavedra      | Automatic Fire Sprinklers                         | 1–12       |                                                  |
| Bryan Herta Autosport         | 28  | Troy Castaneda (R)      | Forsythe Solutions / Barracuda Networks           | 1–2        |                                                  |
| Bryan Herta Autosport         | 28  | Nick Andries (R)        | EMC / Barracuda Networks                          | 3          |                                                  |
| Bryan Herta Autosport         | 28  | Anders Krohn            |                                                   | 4, 7       | En conjunto con Curb Agajanian Performance Group |
| Juncos Racing                 | 86  | João Victor Horto (R)   |                                                   | 1–2, 4     |                                                  |
| Juncos Racing                 | 86  | Bruno Palli (R)         |                                                   | 12         |                                                  |
| Juncos Racing                 | 86  | Chase Austin (R)        |                                                   | 7          |                                                  |
| Juncos Racing                 | 87  | Chase Austin (R)        | 4                                                 |            |                                                  |
| Team E                        | 17  | Brandon Wagner          |                                                   | 4          |                                                  |
| Belardi Auto Racing           | 4   | Jorge Goncalvez         | Mindeporte                                        | 1–11       |                                                  |
| Belardi Auto Racing           | 9   | Alon Day (R)            | Liberty Engineering                               | 1–7        |                                                  |
| Belardi Auto Racing           | 9   | Peter Dempsey           |                                                   | 8–12       |                                                  |
| Belardi Auto Racing           | 19  | Mike Larrison (R)       | TrueFuel / Royal Oak Charcoal                     | 4, 6–7, 12 |                                                  |
| Brooks Associates Racing      | 8   | Alex Jones (R)          | Race 2 Energy Independence                        | 1, 3       |                                                  |
| Brooks Associates Racing      | 8   | Adderly Fong (R)        |                                                   | 11         |                                                  |
| Fan Force United              | 24  | Armaan Ebrahim (R)      | JK Tyre / AMG                                     | 1–5        |                                                  |
| Fan Force United              | 24  | Bryan Clauson           |                                                   | 6–7        |                                                  |
| Fan Force United              | 24  | Stefan Wilson           | Jacked Up Energy Drink                            | 12         |                                                  |
| Fan Force United              | 42  | Emerson Newton-John (R) | Greystone Consulting / Amazon Herb / iCan         | 4, 11      |                                                  |
| Younessi Racing               | 15  | Peter Dempsey           |                                                   | 4–5        |                                                  |
| Younessi Racing               | 16  | Rodin Younessi (R)      |                                                   | 1, 5       |                                                  |
| Jeffrey Mark Motorsport       | 76  | Juan Pablo Garcia       | Freightliner                                      | 1–12       | En alianza técnica con Bryan Herta Autosport.    |
| Hillenburg Motorsports        | 20  | Darryl Wills (R)        | Tequila Distinguido                               | 1–3        |                                                  |

## Calendario
| Ronda | Día              | Carrera                           | Pista                        | Localización       | TV (EE. UU.)       | TV (Latinoamérica) |
| ----- | ---------------- | --------------------------------- | ---------------------------- | ------------------ | ------------------ | ------------------ |
| 1     | 24 de marzo      | Gran Premio de San Petersburgo    | Streets of St. Petersburg    | St. Petersburg, FL | NBC Sports Network | ESPN 3             |
| 2     | 1 de abril       | Gran Premio de Alabama            | Barber Motorsports Park      | Birmingham, AL     | NBC Sports Network | ESPN 3             |
| 3     | 15 de abril      | Gran Premio de Long Beach         | Streets of Long Beach        | Long Beach, CA     | NBC Sports Network | ESPN 3             |
| 4     | 25 de mayo       | Firestone Freedom 100             | Indianapolis Motor Speedway  | Speedway, IN       | NBC Sports Network | ESPN 3             |
| 5     | 2 de junio       | Detroit Belle Isle Grand Prix     | Belle Isle Park              | Detroit, MI        | NBC Sports Network | ESPN 3             |
| 6     | 15 de junio      | Firestone Indy Lights 100         | Milwaukee Mile               | West Allis, WI     | NBC Sports Network | ESPN 3             |
| 7     | 22 de junio      | Sukup 100                         | Iowa Speedway                | Newton, IA         | NBC Sports Network | ESPN 3             |
| 8     | 7 de julio       | Toronto 100                       | Streets of Toronto           | Toronto, ON        | NBC Sports Network | ESPN 3             |
| 9     | 21 de julio      | Edmonton 100                      | Edmonton City Centre Airport | Edmonton, AL       | NBC Sports Network | ESPN 3             |
| 10    | 5 de agosto      | Gran Premio de Trois-Rivières     | Circuit Trois-Rivières       | Trois-Rivières, QC | NBC Sports Network | ESPN 3             |
| 11    | 1 de septiembre  | Gran Premio de Baltimore          | Streets of Baltimore         | Baltimore, MD      | NBC Sports Network | ESPN 3             |
| 12    | 15 de septiembre | Auto Club Speedway Foundation 100 | Auto Club Speedway           | Fontana, CA        | NBC Sports Network | ESPN 3             |

     Óvalo/Circuito
     Circuito Callejero/Circuito Permanente
     En Circuitos

### Resultados
| Ronda | Carrera        | Pole position      | Vuelta Rápida      | Mayor vueltas lideradas | Ganador            | Equipo Ganador          |
| ----- | -------------- | ------------------ | ------------------ | ----------------------- | ------------------ | ----------------------- |
| 1     | St. Petersburg | Tristan Vautier    | Tristan Vautier    | Tristan Vautier         | Tristan Vautier    | Sam Schmidt Motorsports |
| 2     | Barber         | Sebastián Saavedra | Sebastián Saavedra | Sebastián Saavedra      | Sebastián Saavedra | Andretti Autosport      |
| 3     | Long Beach     | Sebastián Saavedra | Victor Carbone     | Esteban Guerrieri       | Esteban Guerrieri  | Sam Schmidt Motorsports |
| 4     | Indianapolis   | Gustavo Yacamán    | João Victor Horto  | Victor Carbone          | Esteban Guerrieri  | Sam Schmidt Motorsports |
| 5     | Belle Isle     | Oliver Webb        | Gustavo Yacamán    | Oliver Webb             | Gustavo Yacamán    | Team Moore Racing       |
| 6     | Milwaukee      | Tristan Vautier    | Tristan Vautier    | Tristan Vautier         | Tristan Vautier    | Sam Schmidt Motorsports |
| 7     | Iowa           | Tristan Vautier    | Esteban Guerrieri  | Tristan Vautier         | Esteban Guerrieri  | Sam Schmidt Motorsports |
| 8     | Toronto        | Victor Carbone     | Gustavo Yacamán    | Gustavo Yacamán         | Gustavo Yacamán    | Team Moore Racing       |
| 9     | Edmonton       | Carlos Muñoz       | Esteban Guerrieri  | Carlos Muñoz            | Carlos Muñoz       | Andretti Autosport      |
| 10    | Trois-Rivières | Tristan Vautier    | Tristan Vautier    | Tristan Vautier         | Tristan Vautier    | Sam Schmidt Motorsports |
| 11    | Baltimore      | Tristan Vautier    | Sebastián Saavedra | Tristan Vautier         | Tristan Vautier    | Sam Schmidt Motorsports |
| 12    | Auto Club      | Sebastián Saavedra | David Ostella      | Carlos Muñoz            | Carlos Muñoz       | Andretti Autosport      |

## Campeonato de Pilotos
| Pos | Piloto              | STP | BAR | LBH | INDY | DET | MIL | IOW | TOR | EDM | TRO | BAL | FON | Pts |
| --- | ------------------- | --- | --- | --- | ---- | --- | --- | --- | --- | --- | --- | --- | --- | --- |
| 1   | Tristan Vautier     | 1*  | 2   | 3   | 3    | 5   | 1*  | 4*  | 11  | 6   | 1*  | 1*  | 4   | 461 |
| 2   | Esteban Guerrieri   | 2   | 3   | 1*  | 1    | 7   | 3   | 1   | 6   | 3   | 4   | 3   | 3   | 453 |
| 3   | Gustavo Yacamán     | 6   | 4   | 10  | 4    | 1   | 8   | 2   | 1*  | 7   | 2   | 2   | 11  | 394 |
| 4   | Sebastián Saavedra  | 3   | 1*  | 2   | 5    | 6   | 2   | 13  | 2   | 2   | 9   | 10  | 14  | 383 |
| 5   | Carlos Muñoz        | 14  | 14  | 5   | 2    | 2   | 5   | 7   | 10  | 1*  | 3   | 11  | 1*  | 377 |
| 6   | Victor Carbone      | 5   | 5   | 4   | 6*   | 4   | 6   | 3   | 3   | 8   | 8   | DNS | 5   | 340 |
| 7   | Oliver Webb         | 4   | 13  | 6   | 15   | 3*  | 12  | 12  | 5   | 4   | 5   | 6   | 8   | 310 |
| 8   | David Ostella       | 15  | 9   | 8   | 18   | 13  | 4   | 5   | 7   | 10  | 6   | 4   | 2   | 298 |
| 9   | Juan Pablo Garcia   | 7   | 8   | 7   | 11   | 9   | 11  | 14  | 8   | 9   | 10  | 9   | 10  | 260 |
| 10  | Jorge Goncalvez     | 11  | 10  | 9   | 12   | DNS | 9   | 6   | 9   | 11  | 7   | 7   | 13  | 247 |
| 11  | Peter Dempsey       |     |     |     | 14   | 11  |     |     | 4   | 5   | 11  | 5   | 12  | 164 |
| 12  | Alon Day            | 12  | 6   | 11  | 8    | 8   | 7   | DNS |     |     |     |     |     | 147 |
| 13  | Armaan Ebrahim      | 8   | 12  | 12  | 13   | 10  |     |     |     |     |     |     |     | 97  |
| 14  | Mike Larrison       |     |     |     | 9    |     | 13  | 11  |     |     |     |     | 9   | 80  |
| 15  | João Victor Horto   | 13  | 7   |     | 7    |     |     |     |     |     |     |     |     | 69  |
| 16  | Darryl Wills        | 10  | 11  | 15  |      |     |     |     |     |     |     |     |     | 54  |
| 17  | Chase Austin        |     |     |     | 10   |     |     | 8   |     |     |     |     |     | 44  |
| 18  | Bryan Clauson       |     |     |     |      |     | 10  | 10  |     |     |     |     |     | 40  |
| 19  | Troy Castaneda      | 9   | 15  |     |      |     |     |     |     |     |     |     |     | 37  |
| 20  | Anders Krohn        |     |     |     | 19   |     |     | 9   |     |     |     |     |     | 34  |
| 21  | Rodin Younessi      | 16  |     |     |      | 12  |     |     |     |     |     |     |     | 32  |
| 22  | Emerson Newton-John |     |     |     | 17   |     |     |     |     |     |     | 12  |     | 31  |
| 23  | Stefan Wilson       |     |     |     |      |     |     |     |     |     |     |     | 6   | 28  |
| 24  | Bruno Palli         |     |     |     |      |     |     |     |     |     |     |     | 7   | 26  |
| 25  | Adderly Fong        |     |     |     |      |     |     |     |     |     |     | 8   |     | 24  |
| 26  | Nick Andries        |     |     | 13  |      |     |     |     |     |     |     |     |     | 17  |
| 27  | Alex Jones          | DNP |     | 14  |      |     |     |     |     |     |     |     |     | 16  |
| 28  | Brandon Wagner      |     |     |     | 16   |     |     |     |     |     |     |     |     | 14  |
| Pos | Piloto              | STP | BAR | LBH | INDY | DET | MIL | IOW | TOR | EDM | TRO | BAL | FON | Pts |

| Color       | Resultados                  |
| ----------- | --------------------------- |
| Oro         | Ganador                     |
| Plata       | 2.º Lugar                   |
| Bronce      | 3.er Lugar                  |
| Verde       | 4.º & 5.º puesto            |
| Azul Claro  | 6.º-10.º puesto             |
| Azul Oscuro | Finalizó (Fuera del Top 10) |
| Púrpura     | No acabó la carrera (Ret)   |
| Rojo        | No calificó (DNQ)           |
| Marrón      | Retiro (Wth)                |
| Negro       | Descalificado (DSQ)         |
| Blanco      | No Arrancó (DNS)            |
| Blanca      | Sin participación (DNP)     |
| Blanca      | No Participó                |

| Notas          |                                                                 |
| Negrita        | Pole position (1 punto)                                         |
| Cursiva        | Vuelta Rápida                                                   |
| *              | Mayor número de vueltas lideradas en una competencia (2 puntos) |
| 1              | clasificación cancelada sin punto de bonificación concedido     |
| Novato del Año |                                                                 |
| Novato         |                                                                 |

| Color       | Resultados                  |
| ----------- | --------------------------- |
| Oro         | Ganador                     |
| Plata       | 2.º Lugar                   |
| Bronce      | 3.er Lugar                  |
| Verde       | 4.º & 5.º puesto            |
| Azul Claro  | 6.º-10.º puesto             |
| Azul Oscuro | Finalizó (Fuera del Top 10) |
| Púrpura     | No acabó la carrera (Ret)   |
| Rojo        | No calificó (DNQ)           |
| Marrón      | Retiro (Wth)                |
| Negro       | Descalificado (DSQ)         |
| Blanco      | No Arrancó (DNS)            |
| Blanca      | Sin participación (DNP)     |
| Blanca      | No Participó                |

| Notas          |                                                                 |
| Negrita        | Pole position (1 punto)                                         |
| Cursiva        | Vuelta Rápida                                                   |
| *              | Mayor número de vueltas lideradas en una competencia (2 puntos) |
| 1              | clasificación cancelada sin punto de bonificación concedido     |
| Novato del Año |                                                                 |
| Novato         |                                                                 |

### Puntuación
| Posición | 1  | 2  | 3  | 4  | 5  | 6  | 7  | 8  | 9  | 10 | 11 | 12 | 13 | 14 | 15 | 16 | 17 | 18 | 19 | 20 | 21 | 22 | 23 | 24 | 25 | 26 | 27 | 28 | 29 | 30 | 31 | 32 | 33 |
| -------- | -- | -- | -- | -- | -- | -- | -- | -- | -- | -- | -- | -- | -- | -- | -- | -- | -- | -- | -- | -- | -- | -- | -- | -- | -- | -- | -- | -- | -- | -- | -- | -- | -- |
| Puntos   | 50 | 40 | 35 | 32 | 30 | 28 | 26 | 24 | 22 | 20 | 19 | 18 | 17 | 16 | 15 | 14 | 13 | 12 | 12 | 12 | 12 | 12 | 12 | 12 | 10 | 10 | 10 | 10 | 10 | 10 | 10 | 10 | 10 |

- Los empates en puntos se definen por número de victorias, o mejores carreras.